# IBM 701
IBM 701電子データ処理マシン (IBM 701 Electronic Data Processing Machine)は、1952年4月29日に一般に発表されたIBM初の商用科学技術計算機で、科学技術計算用につくられたプログラム内蔵方式の大型コンピュータである。開発中は国防計算機 (Defense Calculator)として知られていた。これはナサニエル・ロチェスターによって設計され、プリンストン大学のIASマシンに基づいている。
その後継機はIBM 704であり、そのコンピュータの姉妹機は、ビジネス用のIBM 702と低コストの汎用IBM 650である。
IBMは現在、IBM 701を最初のメインフレームと呼んでいる。

## 歴史
IBM 701は、UNIVAC Iに続く2番目の商用コンピュータで、科学計算市場でレミントン・ランド社のUNIVAC 1103と競合しており、米国国家安全保障局(NSA)向けに開発されていたため、1953年に販売許可が得られるまで秘密にされた。
1954年初頭、米国統合参謀本部の委員会は、合同数値気象予測プロジェクトに使用するために2つのマシンを比較するように要請した。その結果、2つのマシンの計算速度は同等であり、IBMのマシンにはわずかな利点があったものの、UNIVACは入出力装置が大幅に高速であることから全会一致で支持された。例えば、UNIVACが磁気テープを入力機器としていたのに対し、IBM 701はパンチカード方式であった。
その結果、計19台だけのIBM 701システムが導入された。最初の701はニューヨークにあるIBMワールドヘッドクオーターに納入された。8台は航空機会社に納入された。ローレンス・リバモア国立研究所では、IBM 701を使用することで、科学者が核爆発物の計算をより速く実行できるようになった。
「恐らく世界には5台のコンピュータ市場があると思う」という言葉は、1943年にトーマス・ワトソン・シニアと、1950年代の数日でのトーマス・ワトソン・ジュニアに起因すると考えられている。この誤解は、1953年のIBMの年次株主総会でのものである。トーマス・ワトソン・ジュニアは、IBM 701コンピュータが市場に受け入れられたことを説明していた。生産が始まる前に、ワトソンは潜在的な顧客である20社を訪問した。株主総会での彼の発言は、「5台の受注を予想していた旅の結果、18台の受注を持って帰ってきた。」ということである。
1953年5月11日付のAviation Weekによると、701のレンタル料は月額約12,000ドルで、American Aviationは1953年11月9日付で「40時間のシフトで月に15,000ドル。2回目の40時間シフトの場合、レンタル料は月額20,000ドルに引き上げる。」と書いている。政府や軍を主要顧客とし、ソフトウェアの豊富さや高額でのリースで、IBMが巨大企業に成長する一つの要因となった。
701の後継機は、701の4年後に導入されたインデックスレジスタを搭載したIBM 704であった。ただし、704は追加機能をサポートするために命令サイズを18ビットから36ビットに増やしたため、701との互換性はなかった。704の特徴として磁気コアメモリへの移行もある。この系統は、さらにIBM 7090へと受け継がれていった。

## 概要
真空管式で、メモリにはウィリアムス管が使われていた。1秒間に21,000回の演算が可能だったとされる。

### ハードウェア構成

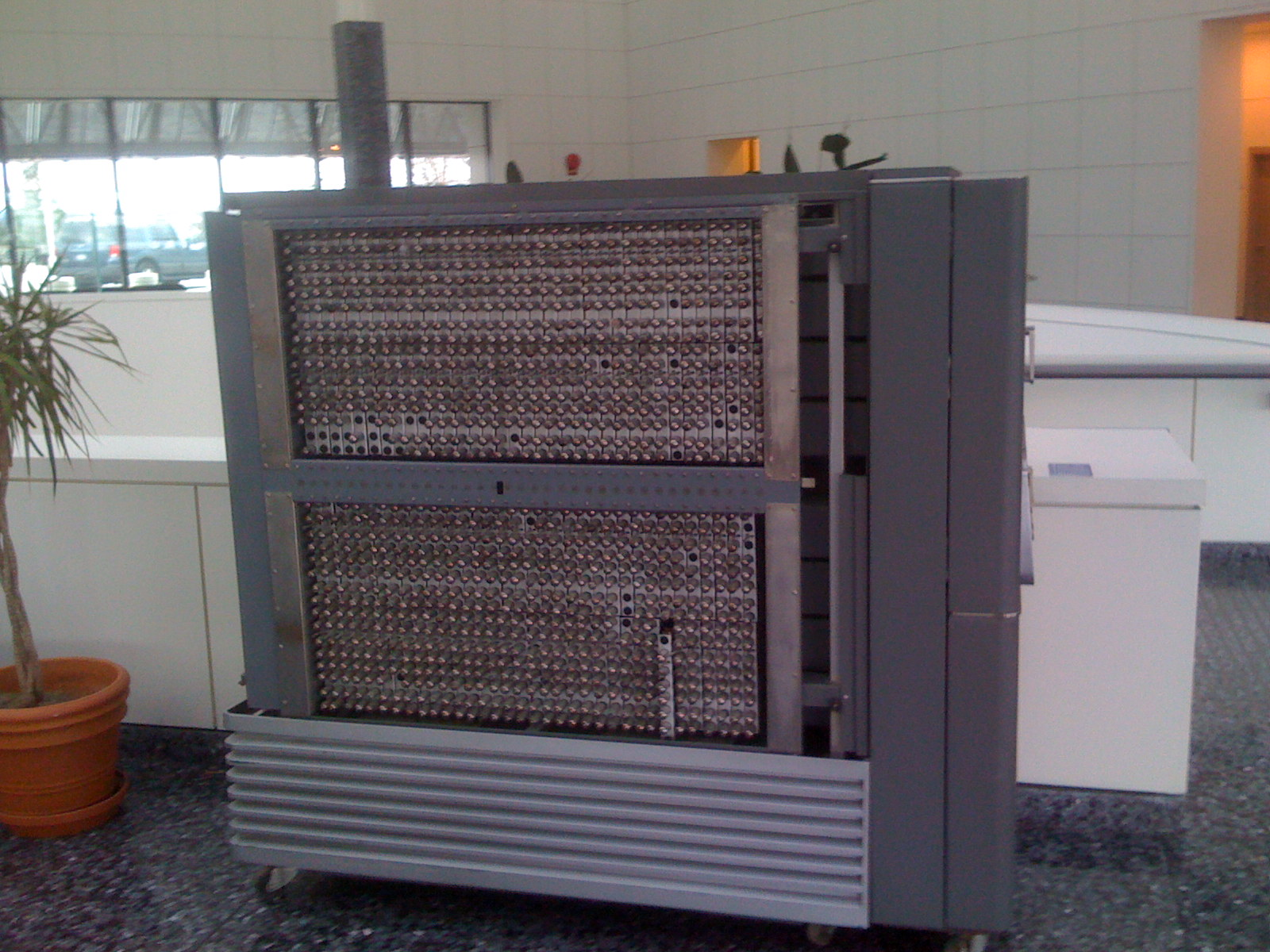
1071個の真空管を見せるIBM 701プロセッサフレーム、

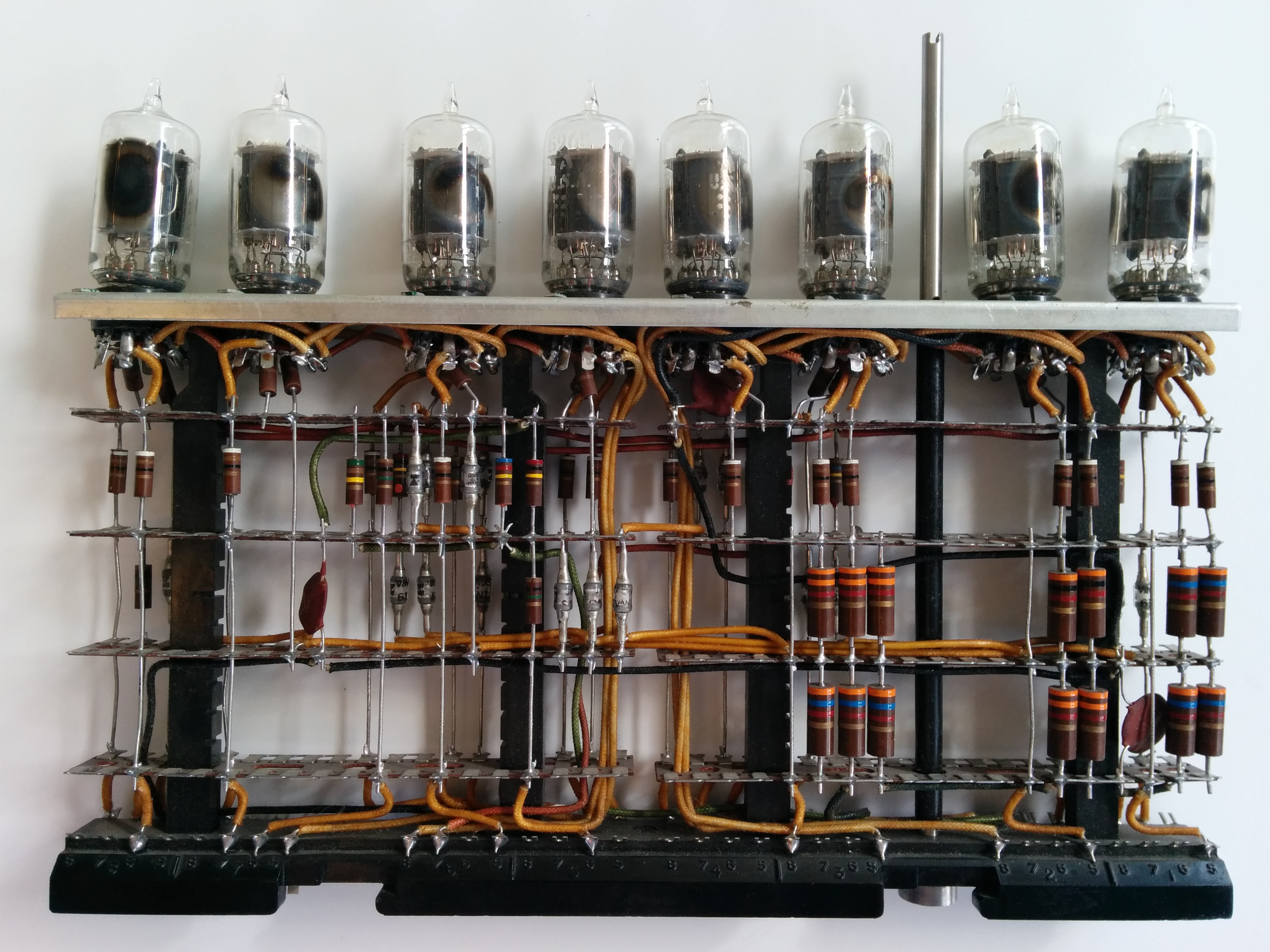
700シリーズIBMコンピュータに搭載されていた真空管ロジックモジュール。

IBM 701システムは、以下のユニットで構成されていた。
- IBM 701 - 分析制御ユニット (CPU)
- IBM 706 - 静電ストレージユニット (2048ワードのウィリアムズ管メモリ)
- IBM 711（英語版） - パンチカードリーダー (150枚/分)
- IBM 716（英語版） - プリンタ (150行/分)
- IBM 721 - パンチカードレコーダ (100枚/分)
- IBM 726 - 磁気テープリーダ/レコーダ (100ビット/インチ)
- IBM 727 - 磁気テープリーダ/レコーダ (200ビット/インチ)
- IBM 731 - 磁気ドラムリーダー/レコーダー
- IBM 736 - 電力フレーム #1
- IBM 737 - 磁気コアストレージユニット (4096ワードの12マイクロ秒コアメモリ)
- IBM 740（英語版） - 陰極線管出力レコーダー
- IBM 741 - 電力フレーム #2
- IBM 746 - 電力分配ユニット
- IBM 753 - 磁気テープ制御ユニット (最大10台のIBM 727を制御)

総重量 (構成によって異なる)は約20,516ポンド (10.3ショートトン；9.3トン) だった。

### メモリ

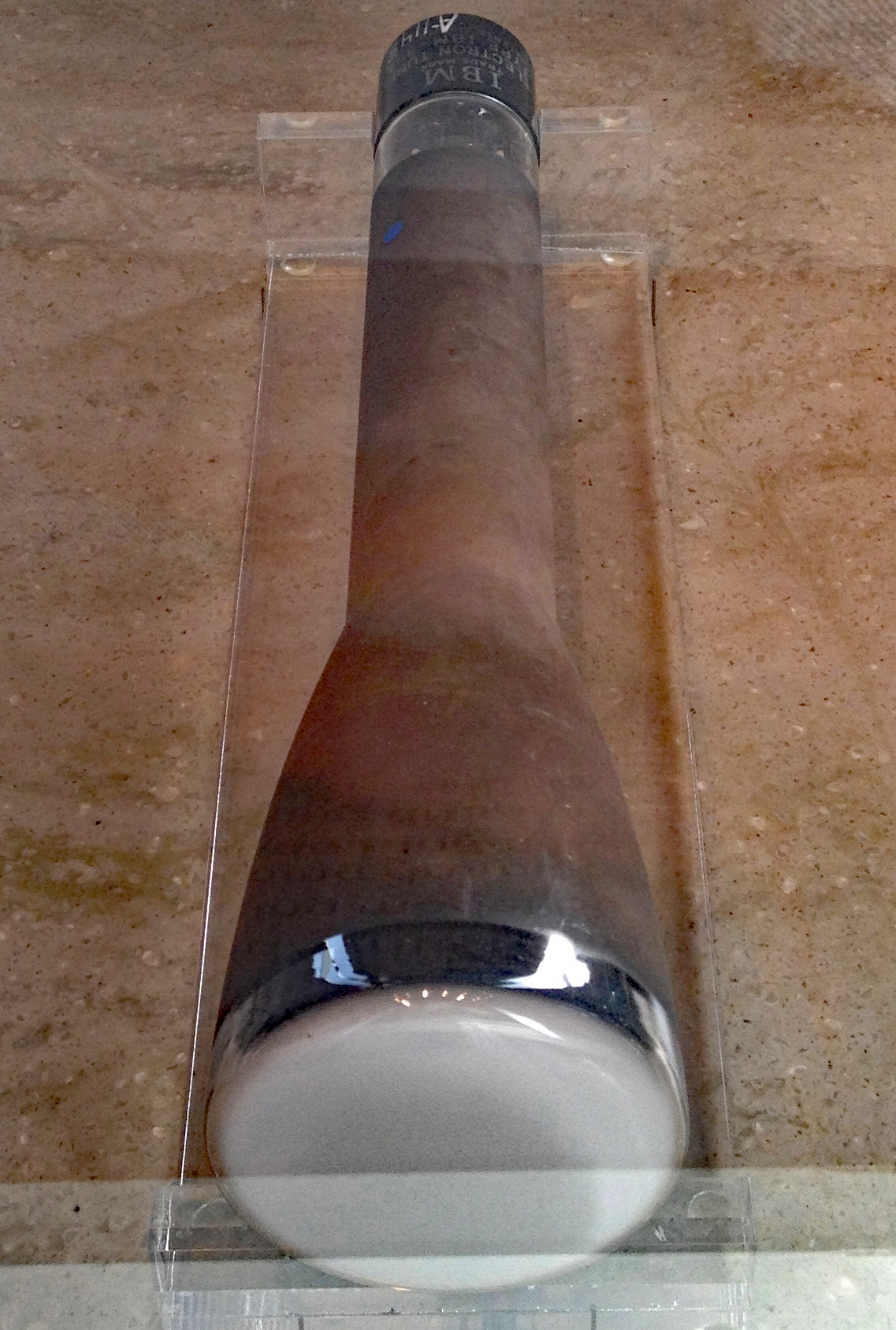
コンピュータ歴史博物館にあるIBM 701のウィリアムズ管

このシステムには真空管論理回路と静電記憶装置が使われており、72本のウィリアムズ管 (各1024ビット) で構成され、合計2048ワード、各36ビットのメモリを提供した。72本のウィリアムズ管はそれぞれ直径3インチである。メモリは、72本のウィリアムズ管を2セット目に追加するか、(後で)メモリ全体を磁気コアメモリに置き換えることで、最大36ビットの4096ワードまで拡張することができた。ウィリアムズ管メモリとそれ以降のコアメモリは、それぞれ12マイクロ秒のメモリサイクルタイムを持っていた。ウィリアムズ管メモリは定期的なリフレッシュが必要で、701のタイミングにリフレッシュサイクルを挿入する必要があった。加算演算には5回の12マイクロ秒サイクルが必要で、そのうち2回はリフレッシュサイクルであり、乗算や除算には38サイクル (456マイクロ秒)が必要であった。また、2次記憶としては、磁気ドラムと磁気テープが採用された。

### 命令セット
命令は18ビット長のシングルアドレスであった。
- 符号(1ビット) - ワード全体(-)またはハーフワード(+)オペランドアドレス
- オペコード(5ビット) - 32命令
- アドレス(12ビット) - 4096 ハーフワードアドレス

数値は36ビットか18ビット長で、符号付きの大きさの固定小数点であった。ワード全体は、約10進数で約10桁の精度を持っている。10進数の桁は{\displaystyle log_{2}10}または3.322ビットに相当する。
IBM 701には、プログラマがアクセス可能なレジスタが2つしかなかった。
1. アキュムレータは38ビット長であった(2つのオーバーフロービットを追加)。
2. 乗算/商は36ビット長であった。

### 周辺機器
磁気ドラムリーダー/レコーダーは、高速I/Oの必要性を減らすことができるというジョン・フォン・ノイマンの勧告で追加された。
最初の磁気テープドライブはテープ・プロセシング・マシン (TPM) で使用され、その後701に搭載された。

## ソフトウェア
701は、アーサー・サミュエルのチェッカー・プレイング・プログラムで人工知能の可能性を示した最初のコンピュータであると主張される。
カリフォルニア大学リバモア放射線研究所では、701のためにKOMPILERと呼ばれる言語コンパイルとランタイムシステムを開発した。FortranコンパイラはIBM 704までIBMからリリースされなかった。
1954年、IBM 701は世界初の自動翻訳（ロシア語から英語）を行った。

## IBM 701の顧客
- IBMワールドヘッドクオーター、ニューヨーク、N.Y. (1952)
- カリフォルニア大学、ロスアラモス、ニューメキシコ(1953)
- ロッキード・エアクラフト社、グレンデール、カリフォルニア州 (1953)
- 国家安全保障局、ワシントンD.C. (1953)
- ダグラス・エアクラフト・カンパニー、サンタモニカ、カリフォルニア州 (1953)
- ゼネラル・エレクトリック社、ロックランド、オハイオ州(1953)
- コンベアー、フォートワース、テキサス州 (1953)
- アメリカ海軍、イニョカーン、カリフォルニア州 (1953)
- ユナイテッド・エアクラフト、イースト・ハートフォード、コネチカット州 (1953)
- ノースアメリカンアビエーション、サンタモニカ、カリフォルニア州 (1953)
- ランド社、サンタモニカ、カリフォルニア州 (1953)
- ボーイング社、シアトル、ワシントン州 (1953)
- ダグラス・エアクラフト・カンパニー、エルセグンド、カリフォルニア州 (1954)
- 海軍航空補給廠、フィラデルフィア、ペンシルバニア州 (1954)
- カリフォルニア大学、リバモア、カリフォルニア州 (1954)
- ゼネラル・モーターズ・コーポレーション、デトロイト、ミシガン州 (1954)
- ロッキード・エアクラフト・カンパニー、グレンデール、カリフォルニア州 (1954)
- アメリカ気象局、ワシントンD.C. (1955)
- デュポン・セントラル・リサーチ、ウィルミントン、デラウェア州 (1954)[15]

## 参照項目
- IBM 700/7000 series
- List of IBM products
- List of vacuum tube computers
- SHARE (computing)
- Strela computer, comparable Soviet design

### ノート
- Charles J. Bashe, Lyle R. Johnson, John H. Palmer, Emerson W. Pugh, IBM's Early Computers (MIT Press, Cambridge, 1986)
- Cuthbert Hurd (editor), Special Issue: The IBM 701 Thirtieth Anniversary - IBM Enters the Computing Field, Annals of the History of Computing, Vol. 5 (No. 2), 1983